# Tourette-du-Château
Tourette-du-Château település Franciaországban, Alpes-Maritimes megyében. Lakosainak száma 147 fő (2022. január 1.). Tourette-du-Château Bonson, Gilette, Malaussène, Revest-les-Roches és Toudon községekkel határos.

## Népesség
A település népessége az elmúlt években az alábbi módon változott:
| Lakosok száma | 39   | 38   | 89   | 114  | 117  | 126  | 130  | 132  | 138  | 147  |
|               | 1968 | 1982 | 1999 | 2006 | 2011 | 2015 | 2017 | 2018 | 2020 | 2022 |